# Conny Bader
Conny Bader (* 1980 in Ravensburg als Cornelia Reusch) ist eine deutsche Sängerin im Bereich der christlichen Popmusik.

## Leben
2000 wurde Bader an die Berufsfachschule für Musik des Bezirks Mittelfranken aufgenommen. Dort machte sie den Abschluss als staatlich geprüfte Leiterin der Popularmusik. 2007 schloss sie ein daran anschließendes Studium an der Ludwig-Maximilians-Universität München mit dem M.A. für Musikpädagogik ab. Seit 2004 arbeitet sie als Gesangsdozentin an unterschiedlichen Musikschulen und ist feste Mitarbeiterin der Musikschule Ravensburg e.V.
Sie engagierte sich von 2006 bis 2012 als musikalische Botschafterin für die Christoffel Blindenmission und lebt in Ravensburg.

## Musik
In ihrer Kindheit sang Bader im Jugendchor und trat bei Hochzeiten auf. Seit ihrem neunzehnten Lebensjahr schreibt Bader eigene Songs. Sie wird für Studioproduktionen der Lobpreismusik wie beispielsweise Feiert Jesus als Sängerin engagiert. 2003 sang sie für den Anime Inu Yasha den ersten Titelsong Flieg durch die Zeit. Seit Ende 2005 tritt sie zusammen mit ihrer Band, zu der Bernie Geef (Gitarre), Christian Bader (Gitarre), Hardy Keller (Bass) und Philipp Renz (Drums) gehören, auf. Im März 2006 veröffentlichte sie ihr Debütalbum Augen auf. Produziert von Albert Frey, erreichte es große Bekanntheit innerhalb der christlichen Musikszene und wurde schließlich mit dem Newcomer-Award der Promikon-Musikmesse ausgezeichnet. Sie steht bei dem Musiklabel set free Entertainment unter Vertrag. Im September 2008 erschien ihr zweites Album Wir sind jetzt!.

## Diskografie
- Augen auf (2006)
- Wir sind Jetzt! (2008)